# Shenyang J-11
Шэньян J-11 (кит. трад. 殲撃十一型, упр. 歼撃十一型, пиньинь Jiān jī shí yī xíng, палл. Цзянь цзи ши и син или 歼-11, Jiān-11, J-11, буквально Истребитель модель 11) — китайский многоцелевой истребитель, являющийся лицензионным вариантом советского истребителя Су-27, производимый Шэньянской авиастроительной корпорацией (Shenyang Aircraft Corporation (SAC)).
Базовый вариант J-11, собираемый из российских комплектующих, идентичен Су-27СК.
Модификация J-11B использует планер Су-27СК, но оснащена китайской авионикой и системами вооружения. C 2019 года проходит модернизацию до варианта J-11BG.
Китайские СМИ опубликовали статью, в которой сказано, что J-11B, собираемый из комплектующих китайского производства, превосходит по тактико-техническим характеристикам новейший российский Су-35С
. Однако анализ и сопоставление характеристик самолётов в целом и их отдельных систем показывают, что немодернизированный J-11B ненамного превзошёл оригинальный Су-27 и находится примерно на уровне Су-27М, то есть, авиационных разработок конца 80-х — начала 90-х годов.
Согласно выводам китайских инсайдеров в социальных сетях, «С точки зрения конструкции планера и технологии двигателя у J-11D по-прежнему большой зазор с Су-35. В бортовой системе есть некоторые преимущества и некоторые недостатки в некоторых аспектах. В этом случае наиболее идеальным решением для Китая является использование части бортовой системы J-11D на базе Су-35». J-11D стоит перед «дилеммой» (по сравнению с другими истребителями поколения 4++), а J-11B полностью отстает от новых истребителей, таких как Су-35. Устаревшая конструкция фюзеляжа выделена.

## История производства
В 1992 году Китай стал первой страной за пределами бывшего Советского Союза, принявшей на вооружение истребители Су-27. В 1996 году между авиастроительными компаниями „Сухой“ и SAC был заключен контракт о совместном производстве 200 самолетов Су-27СК под обозначением J-11 на сумму 2.5 млрд долл. США. По условиям контракта, сборка J-11 осуществлялась на заводе SAC из российских комплектующих. Возможно, было оговорено постепенное увеличение числа китайских комплектующих, чтобы постепенно SAC могла освоить самостоятельное производство.
Первый J-11 был собран в декабре 1998 года, однако серийное производство не начиналось до 2000 года по техническим причинам. До 2003 года в Китай было поставлено 95 комплектов самолётов, а от остальных 105 китайская сторона отказалась, в связи с тем, что базовый вариант J-11 (Су-27СК) перестал удовлетворять требованиями ВВС Китая.
В числе причин отказа от дальнейшего производства назывались: отсутствие в контракте договорённости о передаче технологии китайской стороне, и, как следствие, зависимость от поставок комплектующих из России; несовместимость системы управления вооружения с китайскими управляемыми ракетами и необходимость в связи с этим закупать российские ракеты Р-27 и Р-73; преимущественное предназначение Су-27СК для завоевания превосходства в воздухе и невозможность применения управляемого оружия класса «воздух-земля».
«Компания „Сухой“» предлагала Китаю модернизированный вариант Су-27СКМ с возможностью поражения наземных целей, однако ВВС Китая отказались от него в пользу J-11B.

## Конструкция
По конструкции J-11 является копией российского истребителя Су-27СК.

## Лётно-технические характеристики
- Экипаж: 1
- Максимальная скорость у земли: 1350
- Максимальная скорость на высоте: 2120
- Практический потолок: 17300
- Длина: 21,9
- Высота: 6,4
- Размах крыла: 14,7
- Площадь крыла: 62
- Масса максимальная взлётная: 34500
- Двигатели: 2 ТРДДФ АЛ-31Ф
- Тяга: 7485 кгс
- Тяга форсажная: 12495 кгс
- Пушечное вооружение: 1 30-мм пушка ГШ-30-1
- Точек подвески: 12
- Масса подвески: 8000
- Подвесные вооружения: УР «воздух-воздух» Р-27, Р-73, Р-77

## Эксплуатанты
Китай 277 самолётов:  ВВС Китая — 95 J-11 и 110 J-11B/BS, по состоянию на 2016 год;   ВМС Китая — 72 J-11B/BS. По другим данным, на вооружении ВВС и ВМС НОАК находятся 297 J-11 различных модификаций.

## Модификации

### J-11B

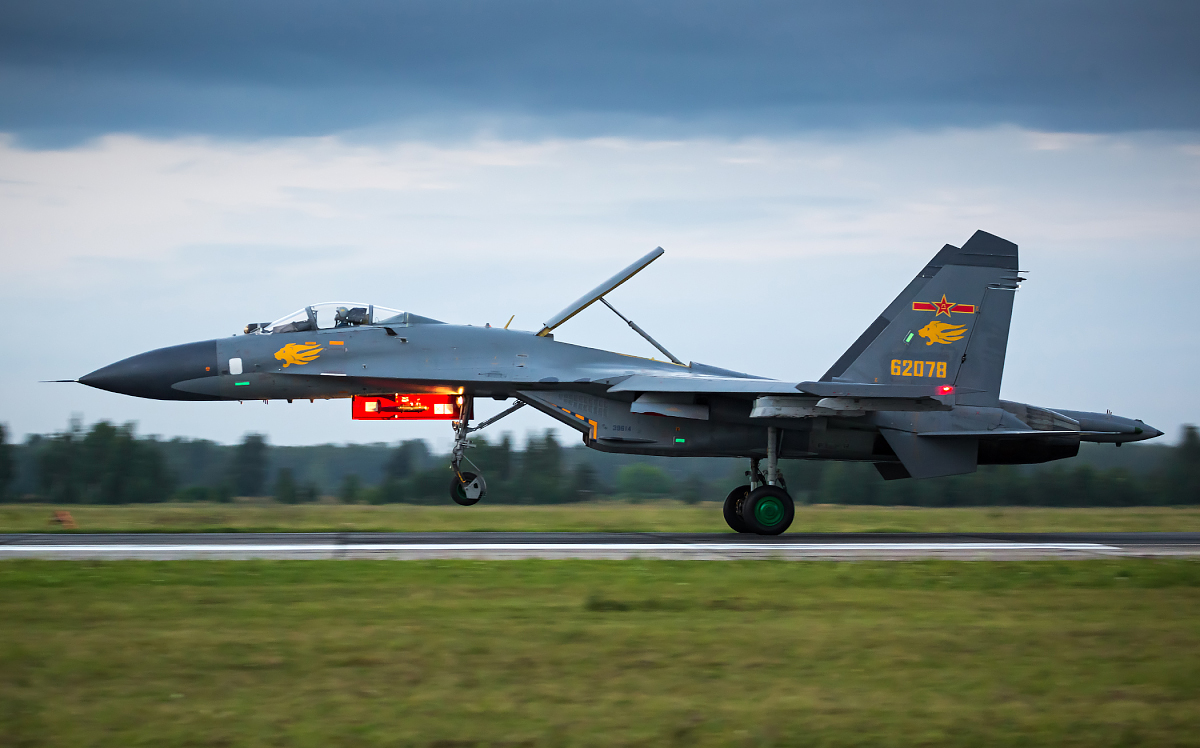
J-11B

В середине 2002 г. SAC объявила о намерении создать модернизированную многоцелевую версию J-11, способную нести управляемые ракеты класса «воздух-воздух» и «воздух-земля» и содержащую большее количество китайских комплектующих. Самолёт получил обозначение J-11B. Как минимум три экземпляра J-11B были построены для испытаний с 2006 г.
Самолёт использует планер J-11 (Су-27СК), масса которого была снижена за счёт применения композитных материалов, но отличается следующими особенностями:
- китайская многоцелевая РЛС Type 1493 ([9]) управления оружием, способная отслеживать 6—8 целей и наводить ракеты на 4 из них одновременно;
- китайская цифровая система управления полетом;
- китайская копия российской оптико-электронной прицельной системы ОЭПС-27;
- инерциальная навигационная система;
- индикатор на лобовом стекле кабины и четыре жидкокристаллических многофункциональных дисплея

Самолёт может нести китайские управляемые ракеты «воздух-воздух» малой дальности PL-8 и средней дальности PL-12, а также, как ожидается, управляемые ракеты «воздух-земля» YJ-91 (улучшенная Х-31П), новую противорадиолокационную ракету (название не установлено) и KD-88, управляемые авиационные бомбы LT-2 и LS-6.
Во время 6-й авиационной выставки в Чжухае 31 октября — 5 ноября 2006 г. Китай впервые представил официальные данные по турбореактивному двигателю WS-10A «Тайхань» собственной разработки. Двигатель был успешно испытан на самолёте Су-27СК и, возможно, на J-11. Двигатель по устройству и характеристикам сходен с российским двигателем АЛ-31Ф. Не известно точно, устанавливается ли он на J-11B.

#### J-11BS

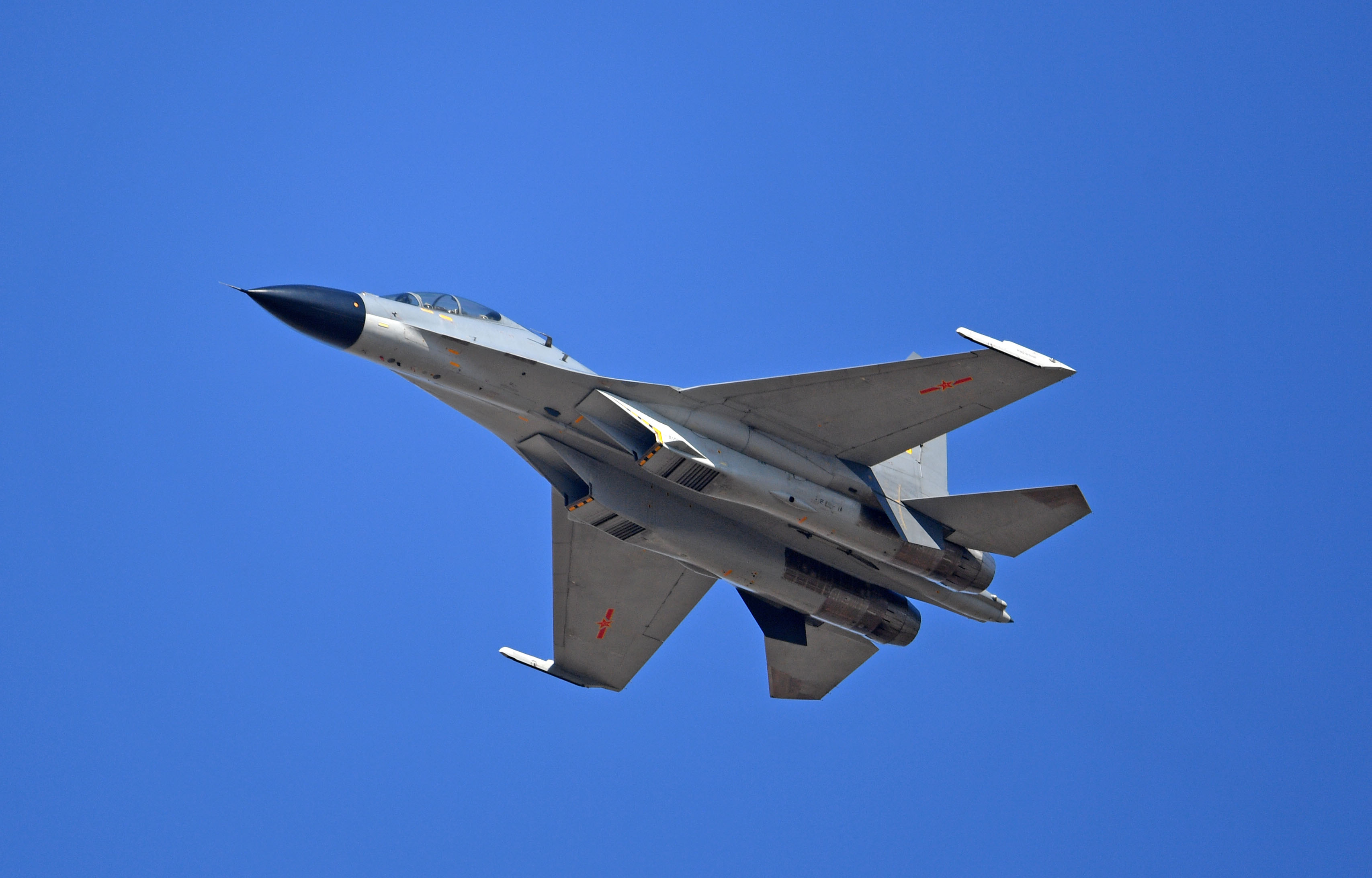
J-11BS

В 2007 г. появились сообщения о разработке двухместной учебно-боевой модификации истребителя J-11BS. В апреле 2009 г. была опубликована его фотография, однако тактико-технические характеристики самолёта не известны.

#### J-11BG
J-11BG — это прошедшие модернизацию строевые самолеты J-11B. Предполагается, что они оснащены двигателями WS-10B. Распространено мнение об установке на истребители РЛС с АФАР, но есть эксперты, которые сомневаются в этом, указывая на сохранившуюся  трубку Пито. J-11BG, вероятно, получили новые ракеты, такие как PL-15, что ещё предстоит подтвердить или опровергнуть.

### J-11D
В апреле 2015 были произведены испытания модификации J-11D. Модель получила новую бортовую радиоэлектронику с более современного истребителя J-16 (ударной версии двухместного J-11BS). Самолёт оснащён радаром с активной фазированной антенной решеткой, новой системой управления, а также новой системой дозаправки в воздухе. В конструкции планера широко применены композитные материалы. Машина будет вооружаться ракетами «воздух-воздух» типа PL-10 и PL-15.